# 王抱一

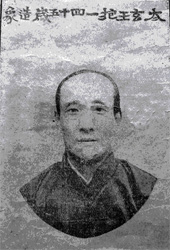
王抱一像

王抱一（1872年—1921年），字赢宰，号太玄，浙江会稽人。光绪庚子举人，福建知县。
其一生积学笃行，著述甚富。晚年《申史》一稿，尤为其精心撰作，全书约六十余万言，网罗四千余载古今中外靡所不包，纯以龙门史裁上续春秋书法洵属伟大著述。
《申史》分上下两册，作者在自序中写道：“梦想共和，吾积有年，一日身历，乐乎轩轩，吾衰未衰，寄于文宣,乃[迺]梦太原,手授斯编，寐而笔之，旨盎词玄，是曰史銗，题岂落边，楬橥世界，吾览吾先，为世公布，弁以短言。
	民国元年岁壬子冬会稽王抱一太玄氏书”
王抱一先生自传体《丙辛春秋》一书，于民国九年岁次庚申八月刷印刊行，至今已近九十载。作者亲自为《丙辛春秋》作序；并由长子王念祖为《丙辛春秋》作跋。

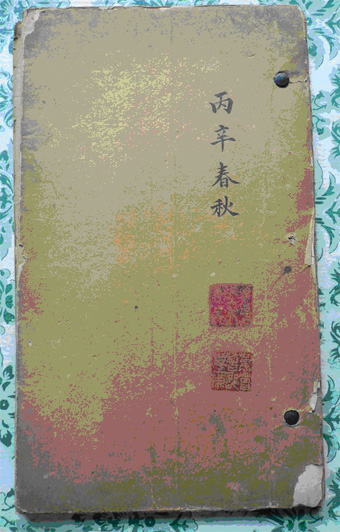
丙辛春秋封面